# Andeville
Andeville ist eine französische Gemeinde mit 3429 Einwohnern (Stand 1. Januar 2022) im Département Oise in der Region Hauts-de-France. Sie gehört zum Arrondissement Beauvais, zum Kanton Méru und zum Gemeindeverband Sablons. 

## Geographie
Die Gemeinde Andeville liegt in der Landschaft Pays de Thelle, 16 Kilometer südlich der Präfektur Beauvais. Zu Andeville gehört der Ortsteil Angleterre (früher Les Cornets) im Norden.

## Geschichte
Andeville galt als Landarbeitergemeinde. Im 18. Jahrhundert entwickelten sich die Kunsttischlerei und die Perlmuttverarbeitung, die bis um 1900 einen Aufschwung erlebten. 1909 kam es in den Werkstätten zu einem drei Monate andauernden Streik. Am 27. August 1944 erschossen Angehörige der SS 17 Einwohner, darunter den Bürgermeister. Auf dem Gemeindefriedhof sind auch zwei im August 1944 erschossene südafrikanische Kriegsgefangene beigesetzt.

### Bevölkerungsentwicklung
| Jahr                       | 1962 | 1968 | 1975 | 1982 | 1990 | 1999 | 2011 | 2021 |
| -------------------------- | ---- | ---- | ---- | ---- | ---- | ---- | ---- | ---- |
| Einwohner                  | 1306 | 1427 | 1465 | 1782 | 2282 | 2996 | 3112 | 3380 |
| Quellen: Cassini und INSEE |      |      |      |      |      |      |      |      |

## Sehenswürdigkeiten
- 1538 erneuerte Kirche Saint-Léger mit polygonalem Chor[2] und einem Gemälde des heiligen Karl Borromäus und zwei Steinplatten aus dem 16. Jahrhundert[3]

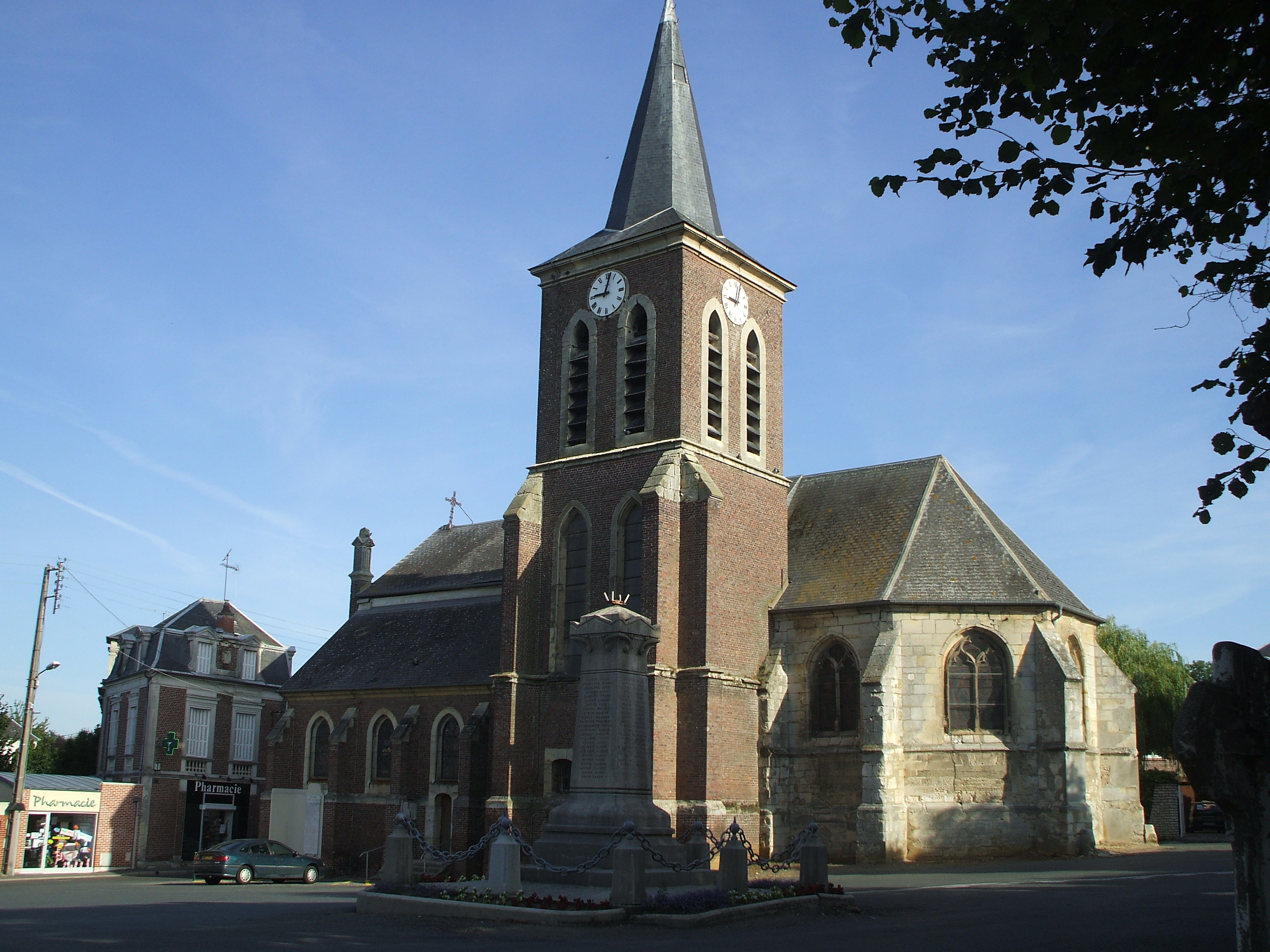
Kirche Saint-Léger
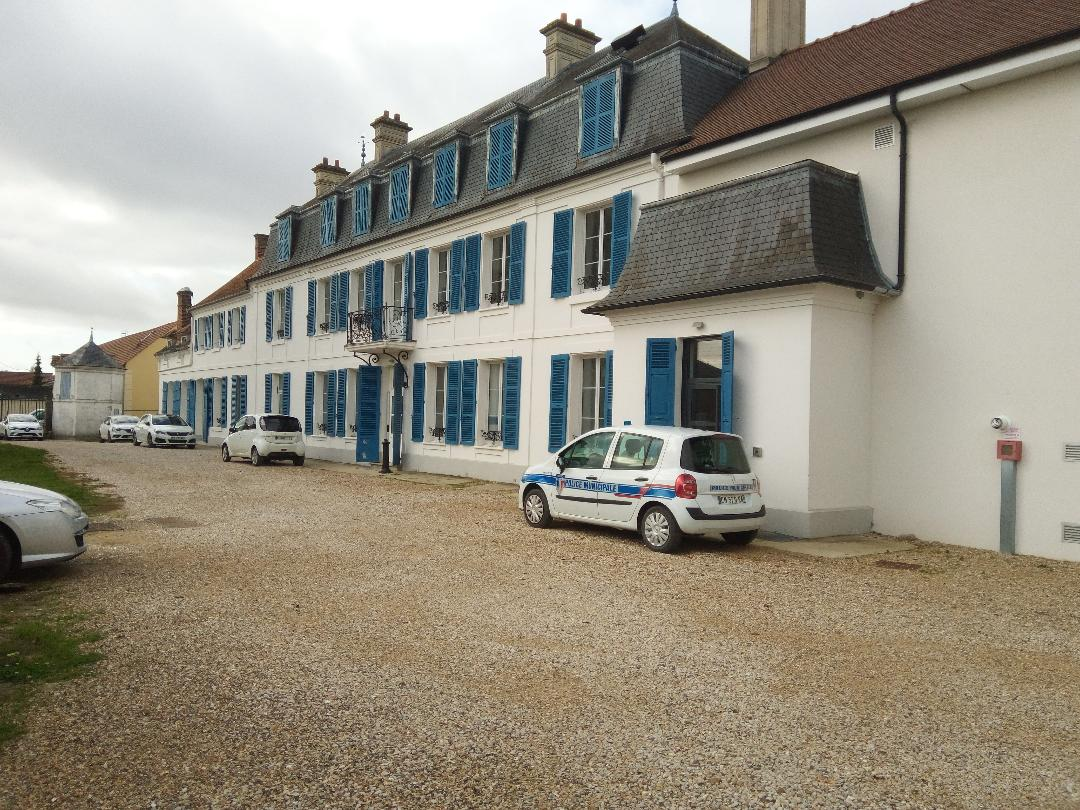
Schloss Andeville (heute Rathaus / mairie)
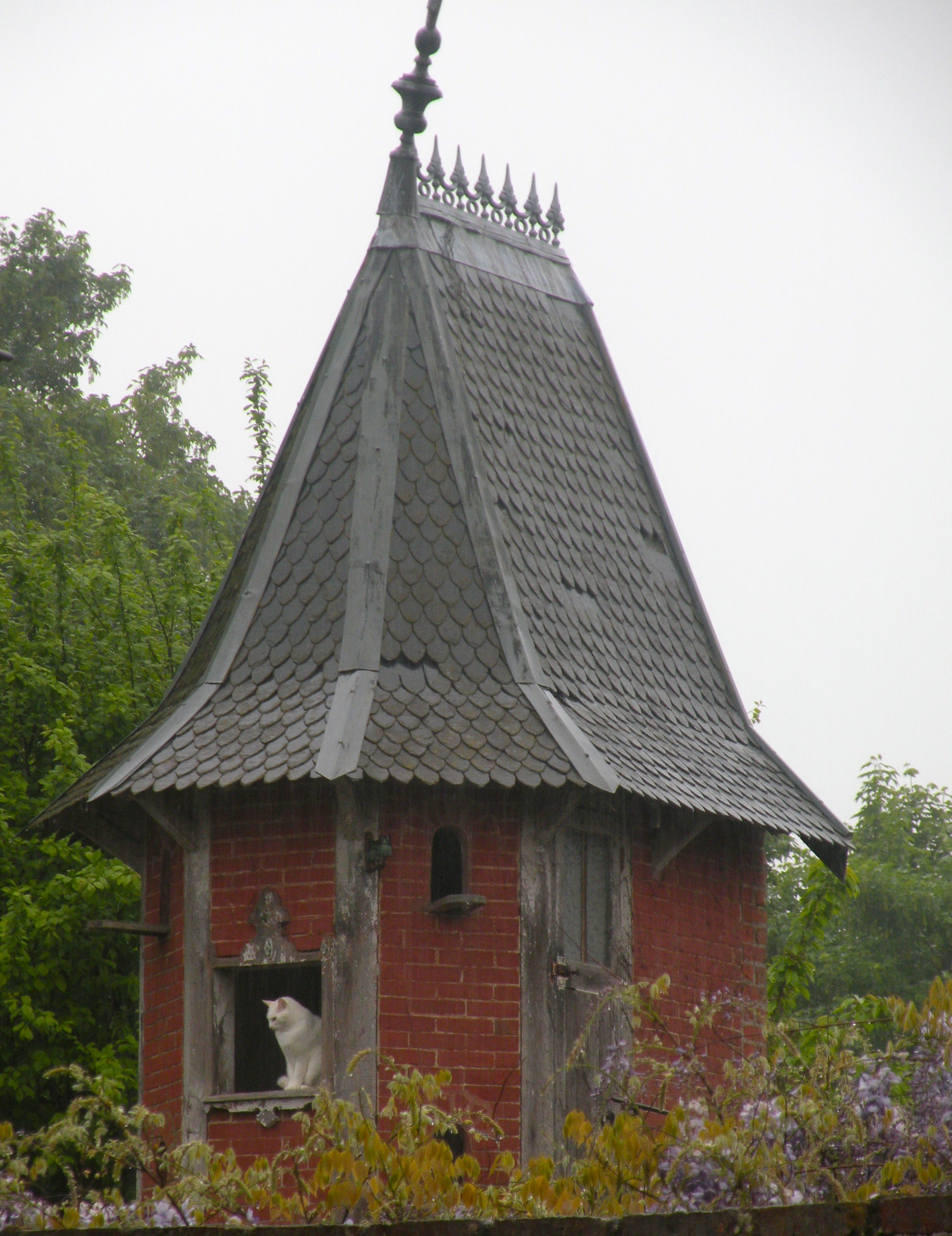
Taubenturm
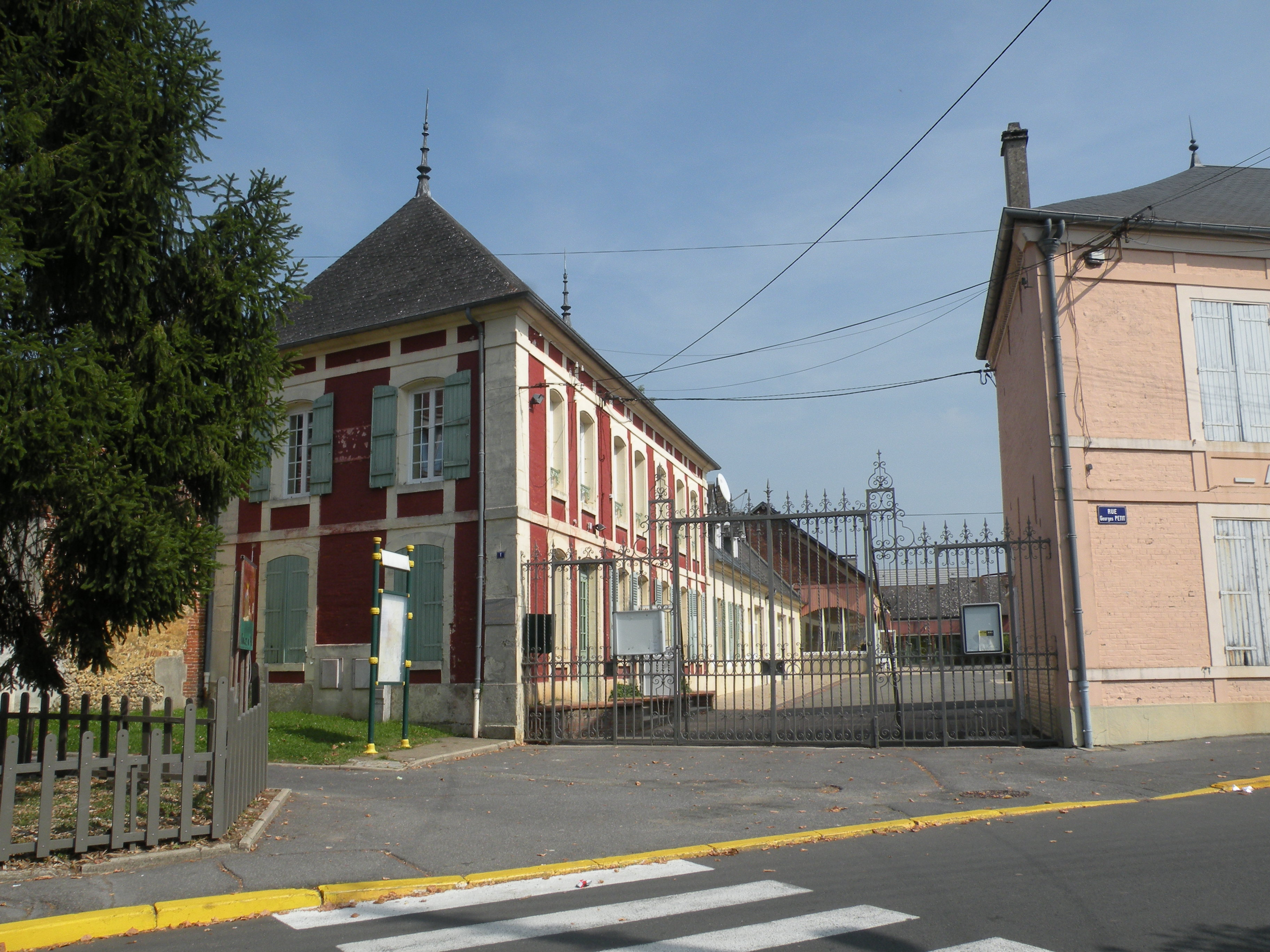
Schule
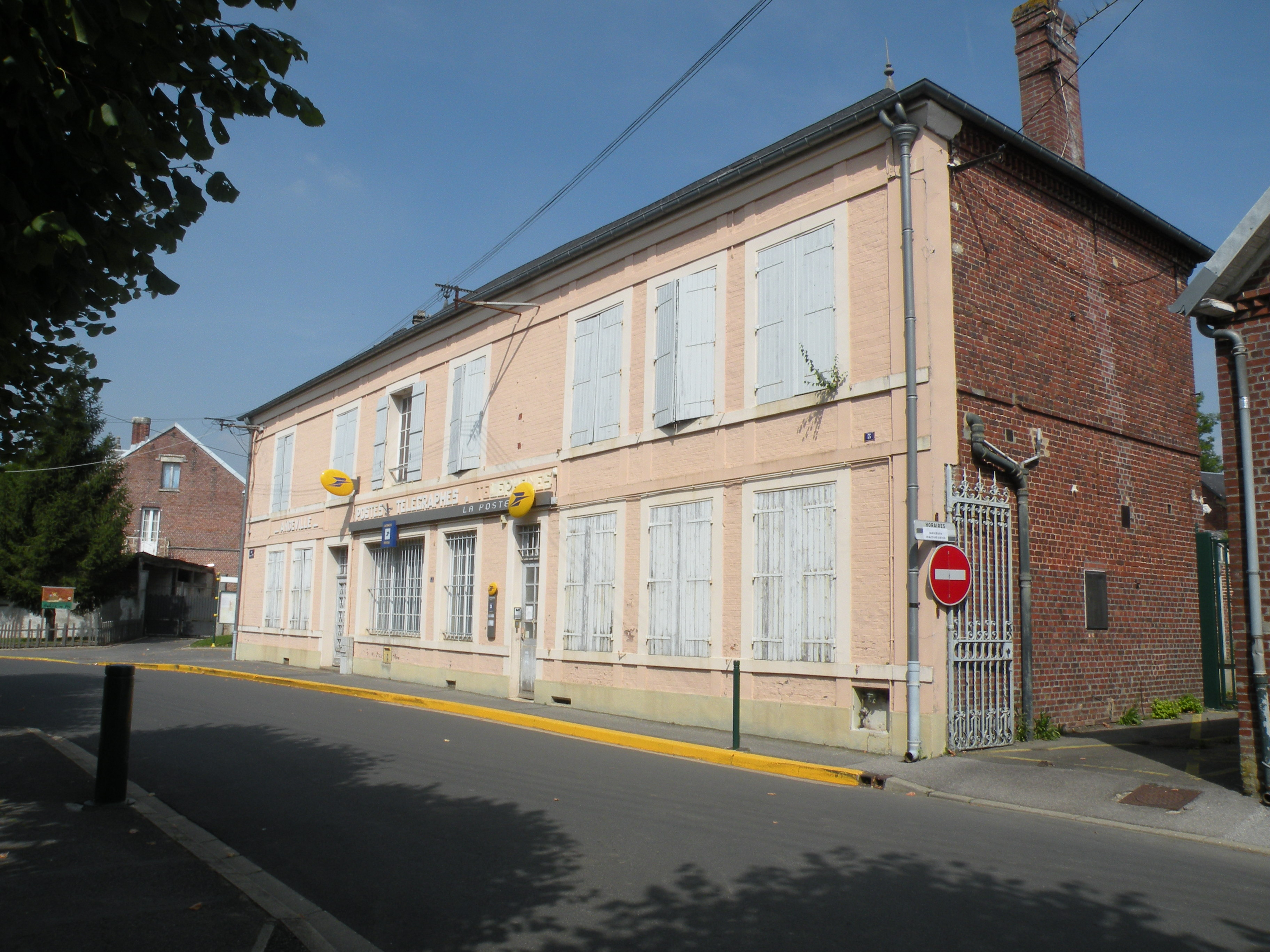
Postamt